# Coffeyville
Coffeyville je město v Kansasu ve Spojených státech. Patří do okresu Montgomery County. Leží podél řeky Verdigris v jihovýchodní oblasti státu. K roku 2010 čítala zdejší populace 10 295 lidí.

## Historie

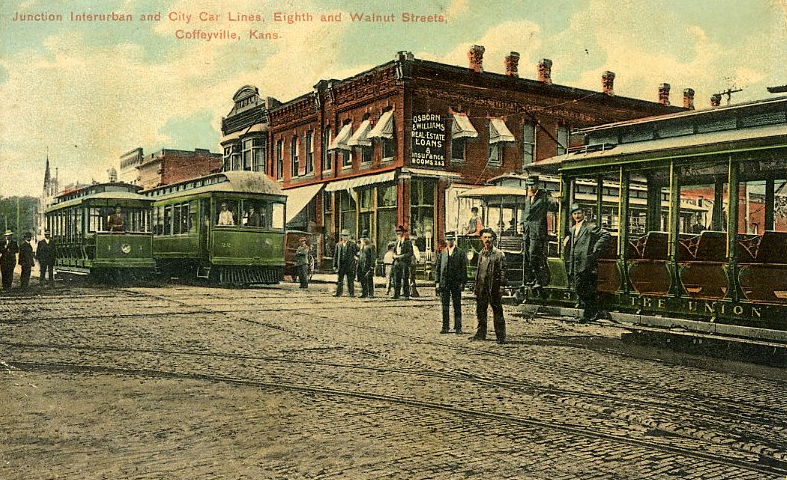
Trolejbus v Coffeyville, rok 1900

Tuto osadu založil jako indiánskou obchodní stanici v roce 1869 plukovník James A. Coffey, po němž bylo město později pojmenované. Roku 1871 zde byla postavena vlaková zastávka, díky tomu se město propojilo s jinými trhy a naskytla se mu nová možnost exportu. S příchodem železnice byl vyslán do Coffeyville mladý zeměměřič Napoleon B. Blanton, aby zde vyměřil město.
Coffeyville se původně stalo městem v roce 1872, zakládací listina byla ale zneplatněna jako protiprávní, a tak se Coffeyville oficiálně stal městem až od března 1873.
Jako hraniční osada se Coffeyville poměrně často setkávalo s násilím. V říjnu roku 1892 zde byli zabiti čtyři členové Daltonova gangu při pokusu o bankovní loupež. Emmett Dalton všech 23 střelných ran přežil a poté byl za své zločiny odsouzen. Gang se snažil vyloupit dvě banky, které stály naproti sobě. Místní obyvatelé je ale poznali podle jejich převleků a falešných vousů, a na zločince zaútočili, když utíkali z jedné z bank. Čtyři obyvatelé při této události přišli o život. Město proto pořádá každoroční oslavu, kdy si obyvatelé města tuto událost připomínají.
Mezi lety 1890 a 1910 město rychle rostlo díky objevu zdrojů bohatého zemního plynu a díky úrodné půdě. Jeho populace se dokonce šestinásobně zvýšila. Od přelomu 20. a 30. let 20. století patřilo Coffeyville k největším sklářským a cihlářským výrobním centrům v zemi. Během tohoto období přilákal rozvoj těžby ropy ještě více pracovníků a obyvatel.
V roce 1930 místní obyvatelé založili kostel Latter Day Saints (Svatí posledních dnů) a nedělní školu. V této době bylo Coffeyville jedním z jedenácti míst, která měla kostel této církve.

## Geografie
Coffeyville se nachází v jihovýchodním rohu Kansasu, přibližně 121 kilometrů severně od města Tulsa ve státě Oklahoma a 97 kilometrů západně od města Joplin ve státě Missouri. Město leží necelý kilometr severně od hranice státu Oklahoma, podél západního břehu řeky Vedigris, a to v nejnižším bodě státu Kansas, 207 metrů nad mořem. Podle údajů ze sčítání lidu Spojených států je rozloha města 19,24 km².

## Obyvatelstvo
Po roce 1960, kdy zde žilo více než 17 000 obyvatel, začala populace pomalu a stále klesat. Změny v průmyslu a produkci ropy způsobily ztrátu pracovních míst v této oblasti a obyvatelé se stěhovali za prací do jiných měst. K roku 2010 žilo v Coffeyville 10 295 obyvatel, nacházelo se zde 4 226 domácností a 2 456 rodin. Průměrný věk obyvatel k roku 2010 byl 37,1 let.

## Doprava
Je zde k dispozici autobusová doprava na sever ke Kansas City v Missouri a na jih k Tulse v Oklahomě autobusovými linkami Jefferson. Město má dvě železnice sloužící zdejší komunitě, železnici Union Pacific a krátkou železniční trať South Kansas and Oklahoma Railroad (SKO) vlastněnou firmou WATCO z Pittsburgu. Coffeyville protínají dvě dálnice: US 166, která vede východozápadně od mostu přes řeku Verdigris souběžně s železnicí Union Pacific, a US 169, která vede severojižně od řeky Verdigirs podél železnice SKO .

## Ekonomika
Coffeyville má dlouhou historii jako centrum průmyslu a výroby. Těží se zde amoniak a koks. Vyváží se velké množství dusíkatého hnojiva a až 100 000 barelů ropy denně. Nachází se tu slévárna Acme, která je v provozu od roku 1905 a zaměstnává více než 300 lidí.